# アルト・レーノ・テルメ
アルト・レーノ・テルメ（伊: Alto Reno Terme）は、イタリア共和国エミリア＝ロマーニャ州ボローニャ県にある、人口約7,000人の基礎自治体（コムーネ）。
コムーネ統廃合 (it:Fusione di comuni italiani) により、グラナリオーネとポッレッタ・テルメが合併して2016年1月1日に発足した。

## 地理

### 位置・広がり

#### 隣接コムーネ
隣接するコムーネは以下の通り。括弧内のPTはピストイア県(トスカーナ州)所属を示す。
- カステル・ディ・カージオ
- ガッジョ・モンターノ
- リッツァーノ・イン・ベルヴェデーレ
- ピストーイア (PT)
- サンブーカ・ピストイエーゼ (PT)

### 地震分類
アルト・レーノ・テルメにおけるイタリアの地震リスク階級 (it) は、zona 3 (sismicità bassa) に分類される。

## 行政

### 分離集落
アルト・レーノ・テルメには以下の分離集落（フラツィオーネ）がある。
- Biagioni, Borgo Capanne, Capugnano, Casa Calistri, Casa Forlai, Castelluccio, Corvella, Granaglione, Lustrola, Madognana, Molino del Pallone, Ponte della Venturina, Porretta Terme (sede comunale), Vizzero